# NGC 339
NGC 339 é um aglomerado globular na direção da constelação de Tucana. O objeto foi descoberto pelo astrônomo John Herschel em 1835, usando um telescópio refletor com abertura de 18,6 polegadas. 